# Аффини, Эдоардо
Эдоардо Аффини (итал. Edoardo Affini; род. 24 июня 1996, в городе Мантуя,  область Ломбардия, Италия)  — итальянский  профессиональный шоссейный велогонщик, c 2019 года выступающий за команду мирового тура «Mitchelton-Scott».

## Карьера
Чемпион Италии на треке в индивидуальной гонке преследования среди юниоров (2013). Чемпион Европы на шоссе в групповой гонке среди юниоров (2014).
В 2017-2018 годах выступал за континентальную команду «SEG Racing Academy». В сезоне 2018 года  выиграл пролог на андеровской версии Джиро д’Италия, разделку на  Средиземноморских играх, а также стал чемпионом Италии среди андеров как в разделке, так и в групповой гонке. В июле 2018 года Эдоардо Аффини стал чемпионом Европы в разделке среди андеров.
В сентябре 2018 года команда мирового тура «Mitchelton-Scott» объявила о подписании с Аффини двухлетнего контракта на 2019 и 2020 годы.

«Эдоардо – один из самых потрясающих и многообещающих гонщиков Италии, появившихся в последние годы. Он суперсильный раздельщик, настоящий талант, а также гонщик, который может вписаться в наш состав на классиках. Он сможет развивать свой потенциал. Его результаты за этот сезон говорят сами за себя. Эдоардо было нужно перейти в команду, где он смог бы продолжать развивать своё мастерство в разделке. У нас есть великолепный список достижений молодых гонщиков. Мы заботимся о том, чтобы они могли развиваться естественным образом без давления. С Эдоардо мы поступим так же».— Мэтт Уайт. Спортивный директор команды Mitchelton-Scott
.

## Достижения
2014
1-й  Чемпион Европы — Групповая гонка (юниоры)
1-й Trofeo San Rocco (юниоры)
1-й Trofeo Buffoni (юниоры)
2-й  Чемпионат Италии — Индивидуальная гонка (юниоры)
4-й  Чемпионат мира — Групповая гонка (юниоры)
2015
3-й Чемпионат Италии — Индивидуальная гонка U23
5-й Чемпионат Европы — Индивидуальная гонка U23
2016
1-й Gran Premio De Nardi U23
10-й GP Capodarco
2017
4-й Чемпионат Европы — Индивидуальная гонка U23
8-й Чемпионат мира — Индивидуальная гонка U23
2018
1-й  Чемпион Европы — Индивидуальная гонка
1-й  Средиземноморские игры — Индивидуальная гонка
1-й  Чемпион Италии — Групповая гонка U23
1-й  Чемпион Италии — Индивидуальная гонка U23
1-й — Пролог Girobio U23
4-й Тур Олимпии — Генеральная классификация